# Койбагар
Койбага́р (каз. Қойбағар) — село у складі Карасуського району Костанайської області Казахстану. Адміністративний центр Койбагарського сільського округу.
Населення — 1254 особи (2021; 1723 у 2009, 1871 у 1999, 2316 у 1989).